# Кавача (лагуна)
Кавача — лагуна на побережье Олюторского залива Берингова моря. Относится к территории Олюторского района Камчатского края. Акватория лагуны включена в состав проектируемого регионального памятника природы.
Названа по впадающей реке, в переводе с коряк. Кавачьын — «бугристая».
Отделена от моря длинной узкой косой, в середине которой имеется разрыв. В северном основании косы расположен покинутый посёлок Кавача. В лагуну впадают реки Айин, Кавача; соединена протокой с озером Солёное.